# شیخ ابراهیم ۳
شیخ ابراهیم ۳ مربوط به عصر آهن دو I است و در شهرستان ازنا، بخش مرکزی، دهستان پاچه لک غربی، ۴۵۰ متری شمال شرقی روستای تمبک واقع شده و این اثر در تاریخ ۲۸ اسفند ۱۳۸۵ با شمارهٔ ثبت ۱۸۳۲۱ به‌عنوان یکی از آثار ملی ایران به ثبت رسیده است.